# Hugh Beaumont
Eugene Hugh Beaumont (16 de febrero de 1909-14 de mayo de 1982) fue un actor y director de televisión estadounidense. Beaumont era más conocido por su personaje de Ward Cleaver en la serie de televisión Leave It to Beaver (1957-1963).